# Santuario della Regina Pacis
Il santuario della Regina Pacis è un luogo di culto cattolico situato sulla sommità del monte Beigua nel comune di Sassello, in provincia di Savona.

## Storia e descrizione
La chiesa si presenta a navata unica con soffitto a cassettoni in legno. È lunga poco più di 10 metri e larga 5. In facciata presenta un porticato sormontato dal campanile di circa 15 metri, la cui campana fu benedetta il 5 luglio 1931.
La decisione di costruire l'edificio fu presa da don Antonio Pirotto il 23 luglio 1922 in occasione di un'escursione che si svolgeva sul monte ogni anno in tale data. Nell'aprile dell'anno seguente fu costituito un comitato per la raccolta di fondi e il 22 luglio 1923 fu posta la prima pietra.
Il santuario fu consacrato il 15 agosto 1925, terminato nel 1930 e restaurato nel 1975 a cura dei carmelitani dell'eremo del Deserto di Varazze che ancora oggi vi officiano.
All'interno si trova una statua lignea della Madonna opera dello scultore E. Rungaldier. La statua giunse a Sassello il 19 maggio 1928 e fu trasportata il 1º luglio dello stesso anno in processione sul monte Beigua.
La chiesa è collegata alla vicina croce monumentale tramite una via Crucis scolpita dall'artista Emilio Demetz e inaugurata nel 1937.